# Paravibrissina adiscalis
Paravibrissina adiscalis là một loài ruồi trong họ Tachinidae.